# Deutschordenskommende Altshausen

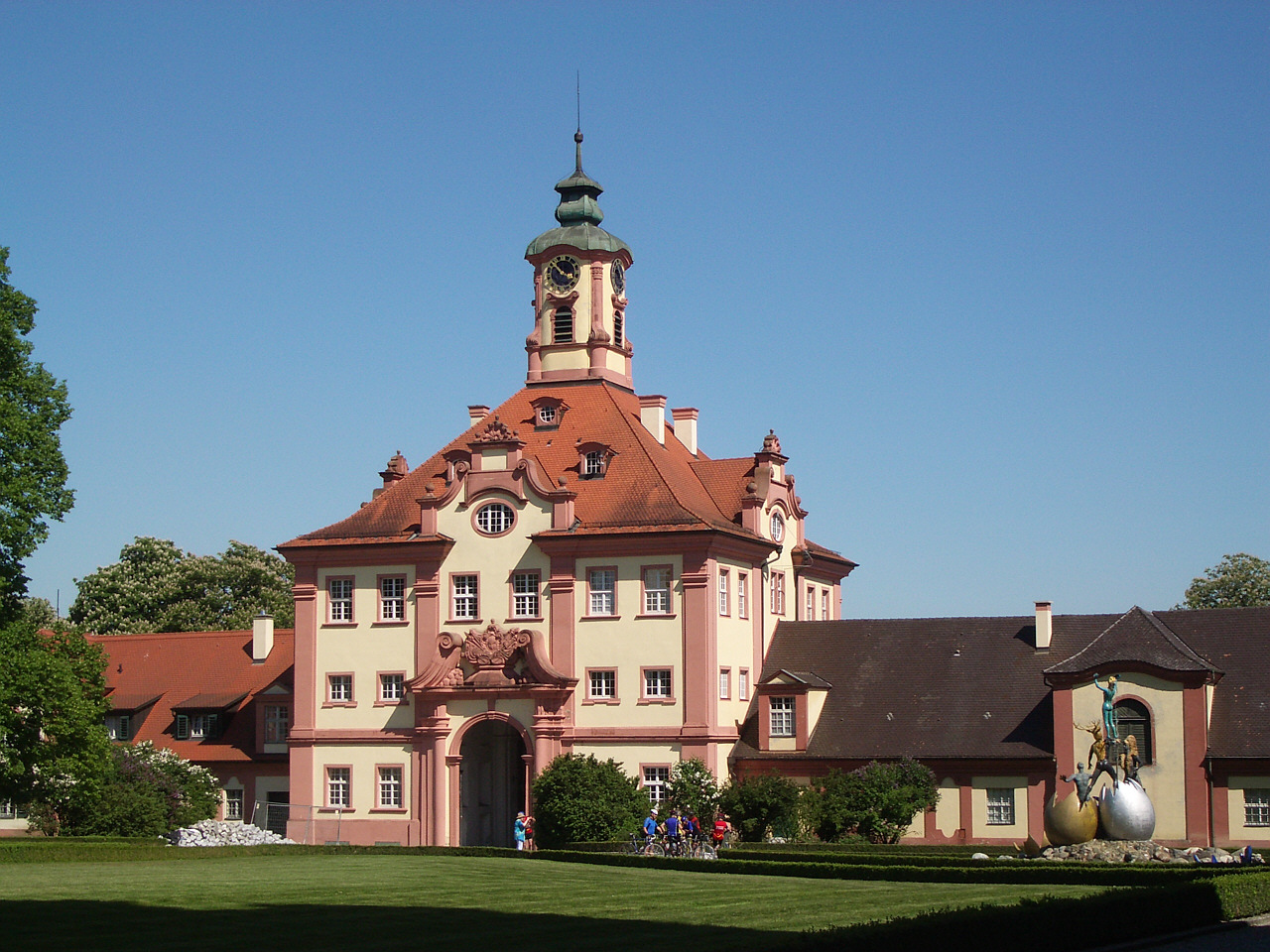
Schloss Torgebäude (2005)

Die Deutschordenskommende Altshausen war von 1264 bis 1806 eine Kommende des Deutschen Ordens in der Deutschordensballei Schwaben-Elsass-Burgund in Altshausen im heutigen Landkreis Ravensburg in Oberschwaben. Das Schloss Altshausen ist heute Residenz des Chefs des Hauses Württemberg Carl Herzog von Württemberg und Unternehmenssitz der Hofkammer des Hauses Württemberg.

## Geschichte des Ordens und der Kommende
Im Jahre 1190 errichteten bremische und lübeckische Kaufleute während der Belagerung der Stadt Akkon im Heiligen Land ein Feldhospital für kranke Pilger und verwundete Kreuzritter vor den Toren der Stadt. Diese Hospitalgemeinschaft wandelte sich im Jahr 1198 in einen Ritterorden nach dem Vorbild der Tempelritter und Johanniter mit Amtssitz des Hochmeisters in Akkon. Ihr Ordenszeichen war das schwarze Balkenkreuz auf weißem Mantel. Nach den Kreuzzügen, die mit dem Verlust der errichteten Königreiche und Heiligen Stätten endeten, verlegte der Orden seinen Hochmeistersitz 1291 nach Venedig. Ein weiterer Schwerpunkt des Ordens war die Ostkolonisation, darum wurde der Sitz von Venedig nach Marienburg in Westpreußen, nach der Niederlage in der Schlacht von Tannenberg 1410 nach Königsberg in Ostpreußen verlegt. Ab 1525 entstanden neben den katholischen auch lutherische und reformierte Balleien. Der Sitz des Hochmeisters wurde nach Bad Mergentheim im heutigen Baden-Württemberg verlegt. Im Jahre 2010 ist Wien Sitz des Hochmeisters des Deutschen Ordens.

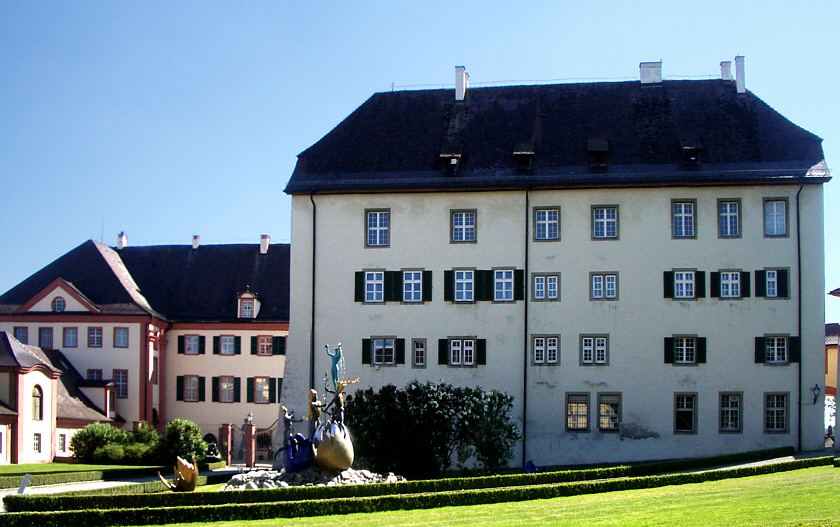
Schloss Altshausen

Im Jahre 1264 erhielt der Deutsche Orden Besitz in Altshausen und Umgebung und trat damit die Besitznachfolge von Heinrich von Bigenburg, einem Verwandten des Gebizo von Ravensburg an. Herrschaftsmittelpunkt bildete die Burg Altshausen. In den folgenden beiden Jahrhunderten gelang es dem Deutschen Orden, eine kleine arrondierte Herrschaft um den Herrschaftsmittelpunkt Altshausen aufzubauen. Seit 1440 residierte der Landkomtur der Deutschordensballei Schwaben-Elsass-Burgund in Altshausen. Im 18. Jahrhundert ließ der Deutsche Orden ein weitläufiges Barockschloss errichten, das jedoch unvollendet blieb (siehe Schloss Altshausen). Altshausen war in der ganzen Zeit die wohlhabendste Kommende der gesamten Ballei Schwaben-Elsaß-Burgund.

### Orte der Kommende
Die Kommende Altshausen umfasste zunächst den zentralen Ort Altshausen mit acht dazugehörigen Weilern und Höfen: die Weiler Ragenreute und Reute, je zwei Höfe in Hirschegg, Hangen und Baltshaus, sowie je einen Hof in Häusern, Hundsrücken und Zwirtenberg. In Altshausen und Umgebung lagen vier große Pachthöfe: Maierei Altshausen, Lichtenfeld, Tiergarten und Arnetsreute. Darüber hinaus zählten zur Kommende die Pfarrdörfer Ebersbach mit dem Weiler Ried; Hochberg mit dem Weiler Luditsweiler; Fleischwangen; Pfrungen; und die Dörfer Eichstegen; Kreenried mit dem Weiler Käfersulgen; Mendelbeuren.
Insgesamt lebten 1806 1683 Untertanen in der Herrschaft. In diesem Gebiet nahm der Deutsche Orden sämtliche Herrschaftsrechte wahr; nur beim Zehnten gab es noch andere Berechtigte. Außerdem befanden sich zwölf Lehnshöfe im Besitz anderer Grundherrschaften, und das Dorf Mendelbeuren hatte der Deutsche Orden vom Bistum Konstanz als Reichenauisches Lehen inne. Dagegen besaß der Orden in anderen Herrschaften ebenfalls eigene Lehnsgüter. Zur Kommende Altshausen gehörten die Herrschaften Hohenfels, Ellhofen, Arnegg, Achberg und das Gut Illerrieden an der Iller. Daneben verfügte sie über ein Haus in Ravensburg (den Altshauser Hof), über Besitz in Sipplingen und Immenstaad am Bodensee sowie über Weinberge am Bodensee in Hinterhausen und Wallhausen. Auf zwei ordenseigenen Alpen im Bregenzer Wald, der Rindbergalp und der Hirschgundalp bei Sibratsgfäll, wurde Vieh gehalten und eine Sennerei betrieben.
Der Landkomtur war zu unbedingtem Gehorsam gegenüber dem Hochmeister verpflichtet, durfte ohne hochmeisterliche Zustimmung nichts veräußern oder wesentlich verändern und hatte alle zwei Jahre die Ordenshäuser und Rechnungsbücher in seiner Ballei zu visitieren.
Der Landkomtur führte den Titel Exzellenz.

### Wirtschaft des Ordens
Die Wirtschaft der Kommende hatte ihren Schwerpunkt in der Landwirtschaft, Forstwirtschaft, Fischzucht und dem Mühlenwesen. Wassermühlen lassen sich entlang der Altshausener-, Mendelbeurer-, Hühlener- und Ebersbacher Ach nachweisen. Es gab eine Hofmahlmühle. Die Untere Mühle geht auf das Jahr 1669 zurück und weist das Wappen des Landkomturs von Roggenbach aus. Besonders bemerkenswert für Altshausen war die Fischzucht. Der Altshausener See hatte eine Länge von 1500 Metern und eine Breite von 500 Metern bei einer Tiefe von 9 Metern und einer Ausdehnung von 114 Morgen. Weitere Seen und künstlich angelegte Weiher waren:
- Hirschegger Weiher, 150 Morgen
- Dornaweiher, 150 Morgen
- Ebenweiler See, 56 Morgen
- Großer Mendelbeurer See, 50 Morgen
- Kleiner Mendelbeurer See, 50 Morgen
- Ebersbacher See, 40 Morgen
- Drei Kreenrieder Weiher je 40 Morgen
- Weiher bei Hardt, 24 Morgen
- Häuslersee bei Blönried, 19 Morgen
- Litzelbacher Weiher, 3 Morgen

Nach einer Waldbestandsaufnahme wies Altshausen im Jahre 1719 eine Waldfläche von 2722 württembergischen Morgen aus. Im Bestand waren Tannen, Fichten, Buchen, Eichen, Erlen, Birken und Föhren.

### Geistlichkeit und Schulwesen
Der Deutsche Orden diente nach seinen Statuten alleine Gott und dem Kaiser. Für die Seelsorge und Gottesdienste hatte die Kommende ihre eigene Geistlichkeit. Wie in den umliegenden Klöstern hatte auch Altshausen eine kleine Schule. In ihr wurden die Kleriker auf ein Studium an einer damaligen Universität vorbereitete. Im Gefolge des Konzils von Trient scheiterte der Versuch ein eignes Seminar einzurichten auch am Widerstand der schwäbischen Prälaten. Diese begünstigten in Konstanz die Jesuiten mit ihren Einrichtungen.
Nach Errichtung der josephinischen Generalseminare blieb das Seminar in Altshausen geöffnet, da es sich nicht auf österreichischem Territorium befand und beim Apostolischen Nuntius in Luzern die Exemtion von der Beisteuerpflicht zum Meersburger bischöflichen Seminar erreichen konnte.
Die Deutschordensgottesdienste feierte man in der zweiten Hälfte des 13. Jahrhunderts nicht mehr nach dem Ritus des Heiligen Grabes, sondern nach dem der Dominikaner.

### Gerichtswesen
Im Jahre 1386 empfing Altshausen von König Wenzel die hohe Gerichtsbarkeit. Für die Kommende war das Zucht- und Arbeitshaus Ravensburg zuständig. Verbrecher, Arme und Vaganten fanden dort ihren Platz.

### Militärwesen

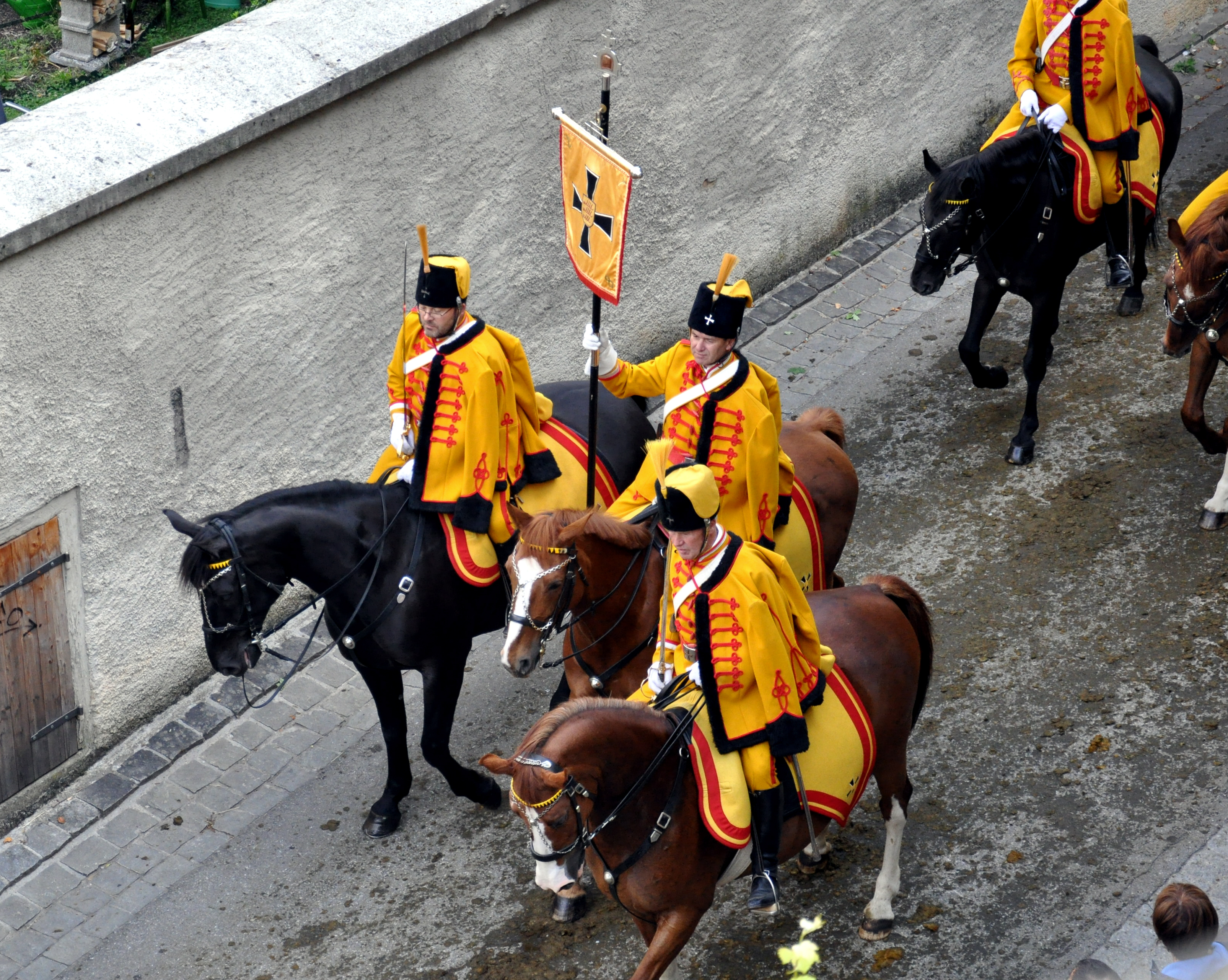
Die 1960 als Reitverein wieder gegründeten „Gelben Husaren“ beim Blutritt

Nach den Wormser Reichsmatrikeln von 1521 hatte die Kommende drei Rösser und 31 Mann zu stellen. In den Kabinettskriegen von  1707, 1735 und 1757 stellte man nur mehr Männer für die schwäbische Kreisinfanterie der Reichsarmee.
1748 stellte der Landkomtur auch eine 100 Mann starke „Bürgergarde zu Pferd“  auf, die als Ordnungstruppe insbesondere Zwischenfälle beim alljährlichen Blutritt nach Weingarten unterbinden sollte. Die Reiter erhielten in den Livreefarben des Komturs gelbe Husarenuniformen mit roten Verschnürungen  und mussten einen Schnauzbart tragen. 1812 verbot die  württembergische Obrigkeit die Truppe als Relikt der Eigenstaatlichkeit.

### Soziale Tätigkeit des Ordens
Die Kommende baute schon 1348 in Altshausen ein Hospital. Im Jahre 1540 kam ein weiteres im Ortsteil Schwärzbühl hinzu. 1626 wird aufgrund des erhöhten Bedarfes, wegen des Dreißigjährigen Kriegs ein Sondersiechenhaus errichtet. In den Jahren 1626 bis 1638 finden sich Listen von 247 Pesttote in den Archiven der Kommende. Auf einer Anhöhe der Straße nach Hirschegg wurden zwei Sonderfriedhöfe angelegt. Im Jahre 1554 wurde die erste Dorfschule im Gefolge des Humanismus errichtet.

### Auswanderung nach Ungarn
Auswanderung aus dem Gebiet erfolgten hauptsächlich entlang der Donau abwärts nach Ungarn und Gebiete an der Reichsgrenze des Heiligen Römischen Reiches. In den Archiven der Kommende und den Gerichtsakten sind etliche Begebenheiten abgelegt. Eine Mutter mit einem illegitimen Kind eines Dragoners wurde nach Ungarn ausgeschafft. Der Soldat wurde später auch ausgewiesen, nicht ohne noch eine Strafe von 50 Prügel an zwei Sonntagen nach der Heiligen Messe zu beziehen. Ein gewisser Georg Eisenegger aus Blönried befand sich in permanenter Angst, weil er eine Maria Müller aus Altshausen illegal geschwängert hatte. Man gestattete ihm gnädigerweise noch beim Schwiegervater als Knecht zu arbeiten, aber nach dessen Tod sollte er das Territorium verlassen.
Der Konstanzer Bischof Konrad von Rodt war auch Titularabt eines Klosters in Szekszárd und konnte so in besonders delikaten Fällen, zwecks einer gütlichen Lösung kontaktiert werden. Aber auch rechtschaffene Leute wanderten über die Augustiner von Wien nach Ungarn aus, um dort ihr Glück zu finden.
Dem Reisebericht von Pater Konstantin Stampfer nach begegneten ihm im Gebiet der Kommende so viele Bettler, dass er scherzhaft meinte, er befände sich vor Bethlehem.

### Beerdigung eines Landkomturs
Am 26. Mai 1757 nahmen 49 Geistliche bei der Beerdigung des Landkomturs Philipp Johannes Anton Eusebius von Froberg teil. In der Kirche wurde ein Castrum doloris aufgebaut. Der Chor der Kirche war mit schwarzen Tüchern verhängt, der Sarg mit Ordensflagge umhüllt. Degen und Sporen, flankiert von vier Totenköpfen, und das Wappen des Verstorbenen wurden um den Sarg gruppiert. Das Lieblingspferd des Komturs stand neben dem Sarg.
Nach dem Requiem erfolgte die Totenprozession. Acht Sargträger hoben den Sarg auf ihre Schultern. Die Kammerdiener, das schwarz verhüllte Lieblingspferd des Landkomturs, Totenkreuzträger, vier Husaren zu Fuß mit umgedrehten Gewehren, Zimmerwart mit schwarzer Standarte, Zimmerwart mit weißer Standarte, Sänger, Leviten, Schulmeister, Geistlichkeit, Kapitulare, Beamte, Soldaten, Untertanen bildeten die Prozession.
Ein Kapuziner aus Ravensburg hielt die Leichenpredigt. Am Ende des Requiems teilte der Amtmann Almosen an die Armen aus. Dann schritten die Gäste zum Leichenschmaus.

### Die Ordenskommende in der Kunst

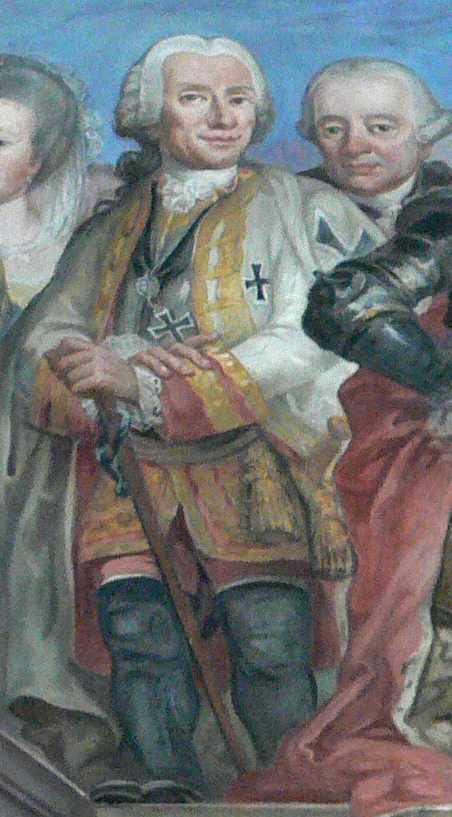
Christian Moritz Franz Reichsgraf von Königsegg-Rothenfels

Im großen Deckenfresko der Kirche geweiht der Heiligen Verena in Bad Wurzach ist im zentralen Deckenfresko der Landkomtur Christian Moritz Franz Reichsgraf von Königsegg-Rothenfels, KK. Kämmerer, Generalfeldmarschall und Oberst in weltlichem Aufzug abgebildet. Ein Kennzeichen ist das Deutschordenskreuz auf der linken Brustseite seines Mantels.

### Aufnahmebedingungen des Deutschen Ordens
Die Entscheidung über die Aufnahme der Kandidaten des Ordens lag beim Landkomtur und seinem Kapitel. Folgende Bedingungen musste der Kandidat erfüllen:
- Bewohner des Heiligen Römischen Reiches
- Acht adlige Vorfahren väter- und mütterlicherseits
- Mindestalter 24 Jahre
- Ohne Leibesmangel
- Ohne Schulden
- Ohne Feindschaft
- Den Kranken zu dienen
- Der Kandidat durfte keinen Totschlag begangen haben
- Eintrittsgeld von 100 Goldgulden
- Stellung eines rittermäßigen Pferd
- Mitbringung eine Brustpanzers oder Harnischs
- Verpflichtung lebenslang beim Orden zu bleiben
- Auf Befehl des Komturs das Heilige Land zu besuchen

Die Leistungen des Ordens an den Kandidaten waren in der Art, dass der Ritter immer mit Wasser, Brot und demütiger Kleidung versorgt wurde.
Zwischen 1647 und 1723 beschied der Ordens die Aufnahmewünsche von 88 Kandidaten abschlägig.